# Кобылинка (приток Упёрты)
Кобылинка — река в России, протекает в Богородицком районе Тульской области. Правый приток Упёрты.

## География
Река Кобылинка берёт начало у деревни Берёзовка. Течёт на юг по открытой местности. На реке расположена деревня Кобылинка. Устье реки находится у села Иевлево в 36 км по правому берегу реки Упёрта. Длина реки составляет 11 км.

## Данные водного реестра
По данным государственного водного реестра России относится к Окскому бассейновому округу, водохозяйственный участок реки — Упа от истока и до устья, речной подбассейн реки — Бассейны притоков Оки до впадения Мокши. Речной бассейн реки — Ока.
По данным геоинформационной системы водохозяйственного районирования территории РФ, подготовленной Федеральным агентством водных ресурсов:
- Код водного объекта в государственном водном реестре — 09010100312110000018895
- Код по гидрологической изученности (ГИ) — 110001889
- Код бассейна — 09.01.01.003
- Номер тома по ГИ — 10
- Выпуск по ГИ — 0